# Agorafobia
L'agorafobia (dal greco ἀγορά "piazza", "mercato" e φοβία "paura", etimologicamente "paura della piazza") è la sensazione di paura o grave disagio che un soggetto prova quando si ritrova in ambienti non familiari o comunque in ampi spazi all'aperto o affollati, temendo di non riuscire a controllare la situazione. Questo lo porta a sentire il bisogno di una via di fuga immediata verso un luogo da lui reputato più sicuro.

## Descrizione
L'agorafòbico cerca di evitare luoghi pubblici o luoghi non familiari, ha difficoltà ad uscire di casa e viaggiare.
La gravità dell'ansia e dei comportamenti evitanti sono variabili; l'agorafobia è una delle manifestazioni ansiose più invalidanti, in quanto chi ne soffre spesso diventa completamente dipendente dalle mura domestiche, oppure è costretto ad uscire di casa solo quando è accompagnato.
L'oggetto dell'agorafobia può riguardare l'uscire di casa, l'entrare nei negozi, nei luoghi pubblici, il viaggiare da soli nei bus, nei treni o negli aerei; gli attacchi di panico possono riguardare la paura di avere un collasso o di essere lasciati senza aiuto in pubblico, oppure derivare dalla mancanza di un'uscita di sicurezza immediata (una delle caratteristiche chiave delle situazioni agorafobiche). Il timore delle conseguenze sociali di una crisi di panico dovuta ad agorafobia spesso diviene esso stesso un'ulteriore causa di difficoltà emotiva.
Il timore di uscire dalle mura domestiche e di relazionarsi con il mondo esterno evidenzia una difficoltà a confrontarsi con eventi, persone, situazioni nuove e sconosciute, privi di quella "protezione", in questo caso rappresentata dall'ambiente familiare, dove l'individuo non rischia di immergersi nell'anonimato della caotica folla.
A seconda della storia personale di ogni individuo, del legame alle sue abitudini e alle sue sicurezze quotidiane, del suo livello di accettazione del rischio e dell'incertezza relazionale, il significato assunto da questa fobia sarà peculiare e quindi spetterà allo psicoterapeuta di valutare il tipo di cura da intraprendere.
Sintomi depressivi e ossessivi e fobie sociali possono essere presenti, ma non dominano il quadro clinico.
Nel quadro clinico, invece, dominano gli attacchi di panico, tuttavia il disturbo può essere diagnosticato indipendentemente dalla presenza di questo sintomo. Si stima che solo il 5% dei pazienti agorafobici non sperimenta attacchi di panico. In alcuni casi, l’agorafobia induce sintomi come depersonalizzazione e derealizzazione.
In assenza di una terapia, l'agorafobia può divenire cronica, sebbene di solito con decorso clinico altalenante.

### Nella storia
Un noto personaggio del passato che soffriva di agorafobia è Alessandro Manzoni. Lo scrittore soffriva periodicamente, tra altre nevrosi, della patologia. Quando stava bene, usciva per lunghe passeggiate solitarie che lo rilassavano ma preferiva evitare la folla e altre situazioni che lo mettevano a disagio.
Anche il musicista Thelonious Monk era notoriamente agorafobico.

### Nel cinema e nei media

#### Film
- Nel film Copycat - Omicidi in serie la protagonista è affetta da agorafobia che la costringe a rimanere in casa e ad essere facile preda del serial killer che la cerca.
- Alexandra Rover, nel film Alla ricerca dell'isola di Nim, soffre di una forte forma di agorafobia.
- Nicolas Cage nel film Il genio della truffa soffre dello stesso disturbo; inoltre, come Nikola Tesla, soffre dell'ossessione del numero tre. Infatti apre e chiude rapidamente porte e finestre per tre volte prima di aprirle definitivamente.
- Nel film di Giuseppe Tornatore, La migliore offerta (2013), la coprotagonista Claire (interpretata dall'attrice olandese Sylvia Hoeks) soffre di una forma particolare e grave di agorafobia.
- Nel film Gli scaldapanchina Howie, il fratello di uno dei tre protagonisti, Richie, soffre di una forte forma di agorafobia, ma riuscirà poi a guarire gradualmente durante la storia.
- Nel film Ocean's Twelve il primo Oggetto che devono rubare appartiene a un Signore affetto da Agorafobia.
- Nel film di fantascienza The Last Days l'intera umanità è colpita da una grave forma di agorafobia.
- Nel film Big sky la protagonista Hazel soffre di una forte forma di agorafobia.
- Nel film Beats uno dei protagonisti è agorafobico.
- Nel film La donna alla finestra la protagonista è affetta da agorafobia.

#### Serie TV
- Nella serie TV Shameless, Sheila Jackson soffre di una forte forma di agorafobia.
- Harold Smith, personaggio che fa la sua comparsa nella seconda stagione della serie I segreti di Twin Peaks, soffre di agorafobia.
- Nella serie TV Endgame il protagonista Arkady Balagan soffre di agorafobia in seguito all'uccisione della fidanzata davanti ai suoi occhi.
- Nel settimo episodio della quinta stagione della serie televisiva Dr. House il protagonista soffre di agorafobia dopo che, sette anni prima, qualcuno ha sparato a lui mentre era con la sua fidanzata uccidendo lei.
- Nella serie tv Detective Monk, il fratello del protagonista Adrian Monk (sofferente a sua volta di disturbo ossessivo-compulsivo), Ambrose Monk, soffre di agorafobia e non esce di casa da 32 anni.

#### Anime
- Nell'anime Sasami-san@Ganbaranai, la protagonista Sasami Tsukuyomi non riesce ad uscire di casa, proprio a causa dell'agorafobia.

### Nella letteratura
- Nel Ciclo dei Robot di Isaac Asimov tutti gli abitanti della Terra soffrono di agorafobia, dovuta al fatto che da secoli nessuno a parte i robot mette piede fuori dalle Città sotterranee.
- Nel Ciclo delle Fondazioni, sempre di Asimov, si verifica una situazione analoga su Trantor, pianeta capitale dell'Impero Galattico: i cittadini dell'ecumenopoli vivono sotto gigantesche cupole e si sentono molto a disagio con l'idea di uscire all'aperto salendo al di sopra di esse.